# Alison Tetrick
Alison Tetrick (Solvang, Califòrnia, 4 d'abril de 1985) és una ciclista estatunidenca professional des del 2009 i actualment a l'equip Cylance Pro Cycling.

## Palmarès
- 2010
  - Vencedora d'una etapa al Nature Valley Grand Prix
- 2011
  - Vencedora d'una etapa al Mount Hood Cycling Classic
- 2014
  - 1a al Sea Otter Classic (carretera)
- 2015
  - Vencedora d'una etapa al Tour de San Luis
  - Vencedora d'una etapa al BeNe Ladies Tour